# Gleydson Rodrigues
Glaydson José Rodrigues de Oliveira, mais conhecido como Gleydson Rodrigues (São Gotardo, 25 de março de 1965), é um locutor de rodeios e cantor brasileiro.

## Biografia
Antes de se tornar locutor de rodeios, trabalhava como bancário em Minas Gerais. Em 2006 e 2007, foi eleito pelo público como o melhor locutor de rodeios do país. Época em que emplacou o hit "Dá, dá, dá, dá beijinho nas meninas".
Nas eleições de 2018, se candidatou ao cargo de Deputado Estadual em Minas Gerais pelo Solidariedade. Obteve 22.940 votos e não foi eleito.

## Álbuns
- (2003) — Gleydson Rodrigues Apresenta: Clima de Rodeio
- (2006) — Jaguariúna 2006
- (2007) — Show Brasileiro.
- (2016) — Gleydson Rodrigues ao vivo em Barretos

### Vídeos
- (2003) — Clima de Rodeio (DVD)